# میدلتاون (کنتاکی)
میدلتاون (به انگلیسی: Middletown) شهری در ایالت کنتاکی کشور ایالات متحده آمریکا است که جمعیت آن در سرشماری سال ۲۰۱۰ میلادی، ۷٬۲۱۸ نفر بوده‌است.